# Gabriel Donnadieu
Pour les articles homonymes, voir Donnadieu.
Gabriel Donnadieu, général français, né à Nîmes le 11 décembre 1777, mort le 18 juin 1849 à Courbevoie.

## Biographie
Fils d'un officier de carabiniers, entré dans la carrière des armes sous Luckner et Pichegru, il était capitaine de dragons à l'armée du Rhin, sous Moreau, et vint présenter à la Convention un drapeau qu'il avait enlevé aux Prussiens. Il fut blessé le 15 juillet 1796 à la tête d'un détachement du 8e des hussards, et fut mentionné avec éloge par Moreau.
Nommé lieutenant-colonel, il se signala par la haine qu'il portait à Napoléon Bonaparte, fut arrêté en 1801, à la suite d'un banquet séditieux et détenu plusieurs années. En 1806, il rentra dans l'armée et fut envoyé sur les côtes de Brest. Adjudant-général le 25 septembre 1806, colonel d'un régiment d'infanterie, il fit les campagnes d'Autriche et de Prusse et fut nommé général de brigade, le 6 août 1811 et envoyé en Portugal. Là, il fut compromis dans une nouvelle conspiration contre l'Empereur, en faveur de Moreau. Acquitté faute de preuves, il resta sous la surveillance de la haute police, à Tours, jusqu'en 1814.
En 1815, il s'empressa d'offrir ses services aux Bourbons ; lesquels lui donnèrent le commandement du département d'Indre-et-Loire, qu'il conserva jusqu'au 20 mars.
À cette époque, se voyant méprisé des troupes qui le regardaient comme traître, il abandonna son poste, se rendit à Bordeaux, auprès de la duchesse d'Angoulême, puis à Gand, auprès de Louis XVIII, qui le nomma lieutenant-général le 3 juin 1815, grand officier de la Légion d'honneur, et le 22 juin suivant commissaire extraordinaire pour les départements du Midi. Cette dernière ordonnance est datée de Londres et signée Marie-Thérèse (duchesse d'Angoulême).
Ici commence pour le général Donnadieu une carrière toute nouvelle. Il fut à la tête de la sanglante réaction de 1815 et 1816, se montra royaliste frénétique et proscripteur implacable. 
Commandant en 1816 la 7e division militaire, il eut à réprimer, à Grenoble, l'insurrection que dirigeait Jean-Paul Didier : il déploya dans cette occasion une rigueur excessive que l'opinion publique taxa de cruauté. Il fut créé vicomte et commandeur de l'ordre de Saint-Louis, à la suite des troubles sanglants et des exécutions de l'Isère. Privé de son commandement peu de temps après, il vint à Paris et y fut souffleté publiquement par le colonel Duchamp qu'il avait fait destituer.
Après avoir été d'abord récompensé par le ministère, il fut désavoué, et se livra à de violentes récriminations à la suite desquelles il fut emprisonné.
En 1819, parut à Paris la deuxième édition de son fascicule A ses concitoyens, le général Donnadieu paru chez Le Normant.
Cependant il ne tarda pas à rentrer en grâce, élu en 1820 député des Bouches-du-Rhône à la Chambre où il siège parmi les Ultras, remis en activité en 1822, il a un commandement dans l'expédition d'Espagne (1823). Il passa ensuite au commandement de la 4e division militaire à Tours, fut nommé grand-croix de Saint-Louis par Charles X, fut rayé du cadre d'activité en 1830 et porté au cadre de réserve, en attendant sa retraite qui fut liquidée le 15 mars 1838.
Dès lors, le général Donnadieu vécut éloigné des affaires publiques ; mais ayant publié un ouvrage intitulé : De la vieille Europe, des Bois et des Peuples de notre époque, il fut poursuivi pour offenses envers la personne du roi, et condamné le 24 juillet 1837 par la cour d'assises de la Seine, à deux ans de prison et 5 000 francs d'amende, et après l'expiration de sa peine, à l'interdiction des droits mentionnés dans les trois premiers paragraphes de l'article 42 du Code pénal.
Il a aussi publié quelques écrits de circonstance, où il attaque surtout le ministre Élie Decazes, qui l'avait désavoué.

## Source
- « Gabriel Donnadieu », dans Adolphe Robert et Gaston Cougny, Dictionnaire des parlementaires français, Edgar Bourloton, 1889-1891 [détail de l’édition]
- Marie-Nicolas Bouillet  et Alexis Chassang (dir.), « Gabriel Donnadieu » dans Dictionnaire universel d’histoire et de géographie, 1878 (lire sur Wikisource)
- « Gabriel Donnadieu », dans Charles Mullié, Biographie des célébrités militaires des armées de terre et de mer de 1789 à 1850, 1852 [détail de l’édition]
- « Le vicomte Gabriel Donnadieu », dans Michel Nicolas, Histoire littéraire de Nîmes et des localités voisines qui forment actuellement le département du Gard, t. III, Ballivet et Fabre, 1854 (BNF 31015881, lire en ligne), p. 369-372.